# Heddington
Heddington est un village proche de Calne dans le Wiltshire.

## Histoire
Le drapier Nicholas Pearse (1720-1793) y avait un siège commercial. Négociant à Londres sous le nom de Pearse & Bowden, il fut également administrateur de Sun Fire Insurance de 1767 jusqu'à sa mort. Par sa femme Sarah, il eut trois fils, dont l'aîné John Pearse, fut gouverneur de la Banque d'Angleterre. Son portrait par Thomas Gainsborough, réalisé vers 1760 est aujourd'hui dans une collection privée.